# ジャスティン・シモンズ
ジャスティン・シモンズ（Justin Simmons, 1993年11月19日 - ）は、アメリカ合衆国バージニア州マナサス出身のプロアメリカンフットボール選手。ポジションはフリーセイフティ。NFLのアトランタ・ファルコンズ所属。

## 経歴

### カレッジ
ボストンカレッジでは4年目の2015年シーズンに67タックル、5つのインターセプトを記録した。

### デンバー・ブロンコス
2016年のNFLドラフトにて、全体98位でデンバー・ブロンコスから指名され、その後4年総額306万ドルのルーキー契約を結んだ。

#### 2016年シーズン
第15週のニューイングランド・ペイトリオッツ戦で初先発を務めた。翌週のカンザスシティ・チーフス戦にて、アレックス・スミスからキャリア初となるインターセプトを記録した。このシーズンは30タックル、2つのインターセプトを記録した。

#### 2017年シーズン
第6週のニューヨーク・ジャイアンツ戦でシーズンハイとなる11タックルを記録した。第13週のマイアミ・ドルフィンズ戦でジェイ・カトラーからインターセプトを記録し、そのまま65ヤードのリターンTDを成功させた。このシーズンは68タックル、2つのインターセプトを記録した。

#### 2018年シーズン
このシーズンは自己最多となる97タックル、3つのインターセプトを記録した。

#### 2019年シーズン
このシーズンは96タックル、5つのインターセプトを記録し、オールプロセカンドチームに選出された。

#### 2020年シーズン
2020年3月13日にブロンコスからフランチャイズタグを指定され、1年1,141万ドルで契約更改した。
第11週のドルフィンズ戦で試合終了間際にライアン・フィッツパトリックから勝利を決定付けるインターセプトを記録した。このシーズンは自身初となるプロボウルに選出された。

#### 2021年シーズン
2021年3月5日にブロンコスから2年連続でフランチャイズタグを指定され、その後19日に4年総額6,100万ドルの契約延長に合意した。

#### 2022年シーズン
このシーズンは怪我により5試合の欠場があったものの、NFL最多となる6つのインターセプトを記録した。

#### 2023年シーズン
第8週のカンザスシティ・チーフス戦では2タックル、ファンブルリカバー、第4Qでインターセプトを挙げ、チームの対チーフス戦の連敗を16で止めた。この活躍によりAFCの週間MVPに選出された。
オフにキャップスペース捻出のためFAとなった。

### アトランタ・ファルコンズ
2024年8月15日にアトランタ・ファルコンズと1年800万ドルで契約を結んだ。